# Malmö
Malmö este al treilea oraș ca mărime din Suedia. Dintre metropolele suedeze, Malmö este cel mai sudic oraș, fiind separat de capitala Danemarcei vecine, Copenhaga, prin Podul Øresund peste strâmtoarea Öresund. Malmö este orașul cu cea mai mare populație din regiunea Scania și este centrul economic și cultural al Suediei de Sud.
Malmo a fost unul dintre primele orașe industrializate din peninsula scandinavă. De la finalizarea podului Öresund în anul 2000, Malmö a suferit o transformare majoră, producând noi dezvoltări arhitecturale, sprijinind noi companii de biotehnologie și IT și atrăgând studenți prin Universitatea din Malmö și alte instituții de învățământ superior.
Plaja Ribersborg, numită de către localnici de obicei Ribban la sud-vest de zona portului, este o plajă cu apă de mică adâncime creată de om, care se întinde de-a lungul coastei Malmö. În ciuda climatului rece din Malmö, este uneori denumită „Copacabana din Malmö”. Este locul băilor în aer liber Ribersborg, deschise în anii 1890.

## Demografie
Malmö este un oraș tânăr, aproape jumătate din locuitori având o vârstă de sub 35 de ani (48%).
Populația orașului indică o cifră de 303.873 de locuitori.
| \| Evoluția demografică a zonei urbane Malmö, 1970–2015 \| Evoluția demografică a zonei urbane Malmö, 1970–2015 \| Evoluția demografică a zonei urbane Malmö, 1970–2015 \| Evoluția demografică a zonei urbane Malmö, 1970–2015 \| Evoluția demografică a zonei urbane Malmö, 1970–2015 \| \| --------------------------------------------------------------------------------------- \| ---------------------------------------------------- \| ---------------------------------------------------- \| ---------------------------------------------------- \| ---------------------------------------------------- \| \| An \| \| \| Locuitori \| \| \| 1970 \| 1970 \| \| 264.588 \| 264.588 \| \| 1975 \| 1975 \| \| 241.191 \| 241.191 \| \| 1980 \| 1980 \| \| 226.960 \| 226.960 \| \| 1990 \| 1990 \| \| 223.663 \| 223.663 \| \| 1995 \| 1995 \| \| 234.599 \| 234.599 \| \| 2000 \| 2000 \| \| 248.520 \| 248.520 \| \| 2005 \| 2005 \| \| 258.020 \| 258.020 \| \| 2010 \| 2010 \| \| 280.415 \| 280.415 \| \| 2015 \| 2015 \| \| 301.706 \| 301.706 \| \| Sursa: SCB - Statistika Centralbyrån, Folkmängden per tätort. Vart femte år 1960 - 2016 \| \| \| \| \| |      |  |           |         |
| Evoluția demografică a zonei urbane Malmö, 1970–2015 |      |  |           |         |
| An |      |  | Locuitori |         |
| 1970 | 1970 |  | 264.588   | 264.588 |
| 1975 | 1975 |  | 241.191   | 241.191 |
| 1980 | 1980 |  | 226.960   | 226.960 |
| 1990 | 1990 |  | 223.663   | 223.663 |
| 1995 | 1995 |  | 234.599   | 234.599 |
| 2000 | 2000 |  | 248.520   | 248.520 |
| 2005 | 2005 |  | 258.020   | 258.020 |
| 2010 | 2010 |  | 280.415   | 280.415 |
| 2015 | 2015 |  | 301.706   | 301.706 |
| Sursa: SCB - Statistika Centralbyrån, Folkmängden per tätort. Vart femte år 1960 - 2016 |      |  |           |         |

Principalele grupuri de imigranți sunt irakienii (9.940), danezii (8.972), sârbii (8.426) și polonezii (7.402).  